# Чемпионат мира по горному бегу 2011
27-й чемпионат мира по горному бегу прошёл 11 сентября 2011 года в Тиране, столице Албании. Участники соревновались в дисциплине горного бега «вверх-вниз». Разыгрывались 8 комплектов наград: по четыре в индивидуальном и командном первенствах (мужчины, женщины, юниоры и юниорки до 20 лет). Среди юниоров могли выступать спортсмены 1992 года рождения и моложе.
Спортсмены проживали в курортном городе Дуррес на берегу Адриатического моря, в 33 км от Тираны. Сам чемпионат проводился на территории Большого парка в южной части албанской столицы. Круговая трасса длиной 4,5 км и перепадом высот 285 м начиналась от Ботанического сада и пролегала по окрестным холмам. Юниорки преодолевали один полный круг, женщины и юниоры — два, мужчины — три.
Всю неделю перед чемпионатом в Тиране стояла жаркая погода, которая достигла своего пика в воскресенье, в день соревнований. Температура воздуха во время мужского забега достигала +35 градусов. Дополнительную сложность создавали клубы пыли, поднимавшиеся над трассой, когда по ней пробегали участники.
На старт вышли 277 бегунов (111 мужчин, 55 женщин, 63 юниора и 48 юниорок) из 31 страны мира. Каждая страна могла выставить до 6 человек в мужской забег, до 4 человек — в женский и юниорский и до 3 человек — среди юниорок. Сильнейшие в командном первенстве определялись по сумме мест четырёх лучших участников у мужчин, трёх лучших — у женщин и юниоров, двух лучших — у юниорок.
Ясемин Джан не смогла в третий раз подряд выиграть забег юниорок: после двух золотых медалей она финишировала только пятой. Подняться на вершину пьедестала ей удалось только в командном первенстве в составе сборной Турции. В личном зачёте победа досталась 17-летней представительнице Словении Лее Эйнфальт.
Бегуны из Турции с самого старта вышли вперёд в турнире юниоров: к концу первого подъёма среди 6 лидеров было четверо турок (полный состав). После полутора кругов на победу претендовали уже только двое спортсменов, Адем Карагёз и колумбиец Сауль Антонио Падуа. Заключительный спуск значительно лучше преодолел Карагёз, опередивший оппонента на 39 секунд.
Все призёры женского забега впервые оказались на личном подиуме чемпионата мира по горному бегу. Кейси Энман добилась исторического успеха — она стала первой победительницей турнира из США. Её преимущество над россиянкой Еленой Рухлядой составило чуть более минуты. До этого лучшим выступлением американских женщин в личном зачёте была бронзовая медаль Лауры Хефели в 2007 году.
Успех соотечественницы в мужском забеге повторил американец Макс Кинг. После первого круга лидирующие позиции занимали бегуны из Уганды. Они уверенно взбирались вверх по склонам на первой половине круга, но теряли своё преимущество на крутых спусках, которые лучше преодолевали Кинг, турок Ахмет Арслан и спортсмены из Италии. В итоге к заключительному отрезку на первой позиции остался только один угандиец Томас Айеко. Развязка наступила за 800 метров до финиша: Айеко, измученный жарой и трассой, практически остановился и без борьбы пропустил вперёд Кинга, затем Арслана и остальных участников. Добраться до финиша ему так и не удалось. Спустя 24 года чемпионом мира вновь стал американец. Ахмет Арслан во второй раз стал призёром турнира. Мартин Дематтеис выиграл бронзу в личном первенстве и золото в командном.

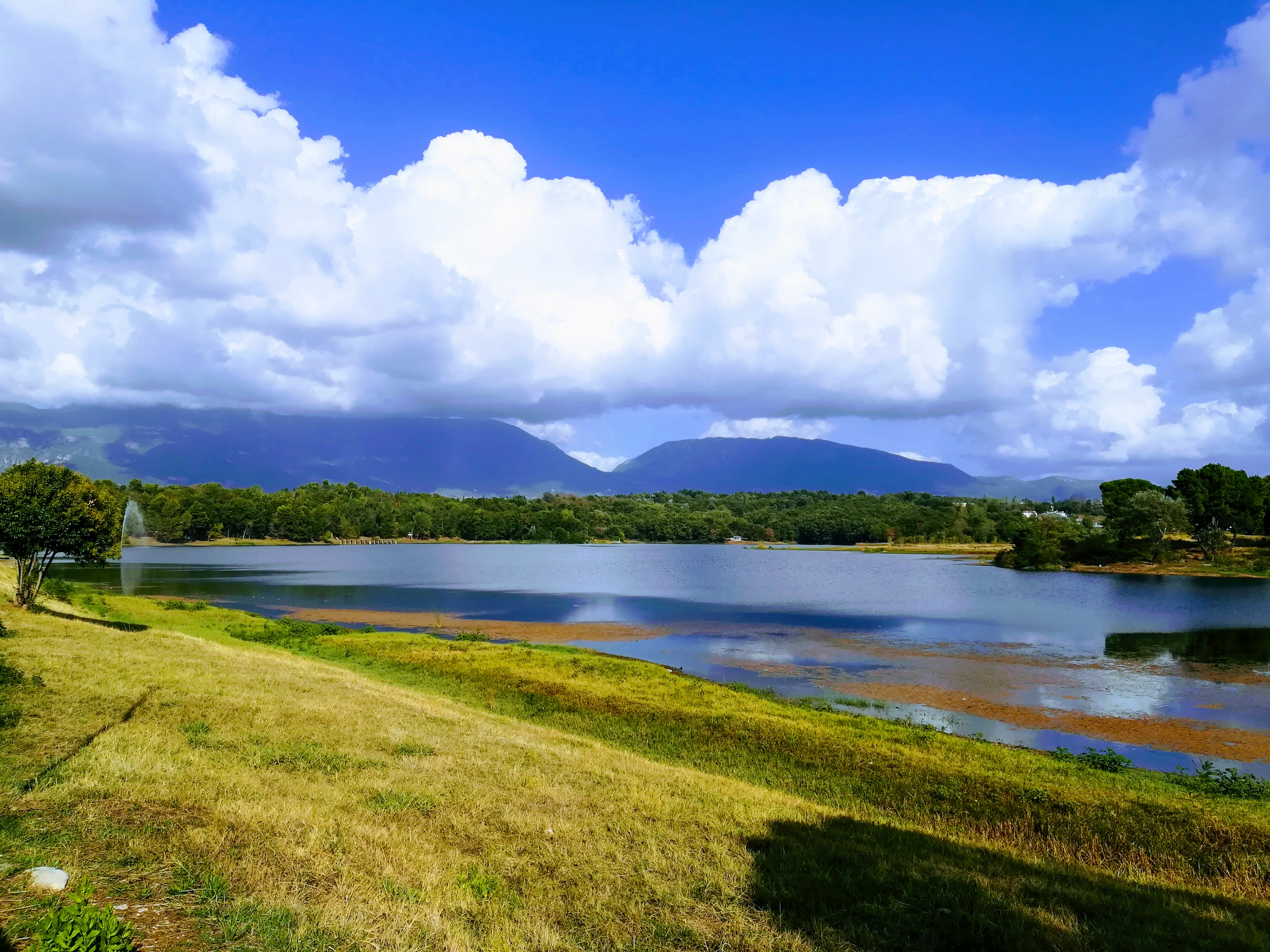
Большой парк
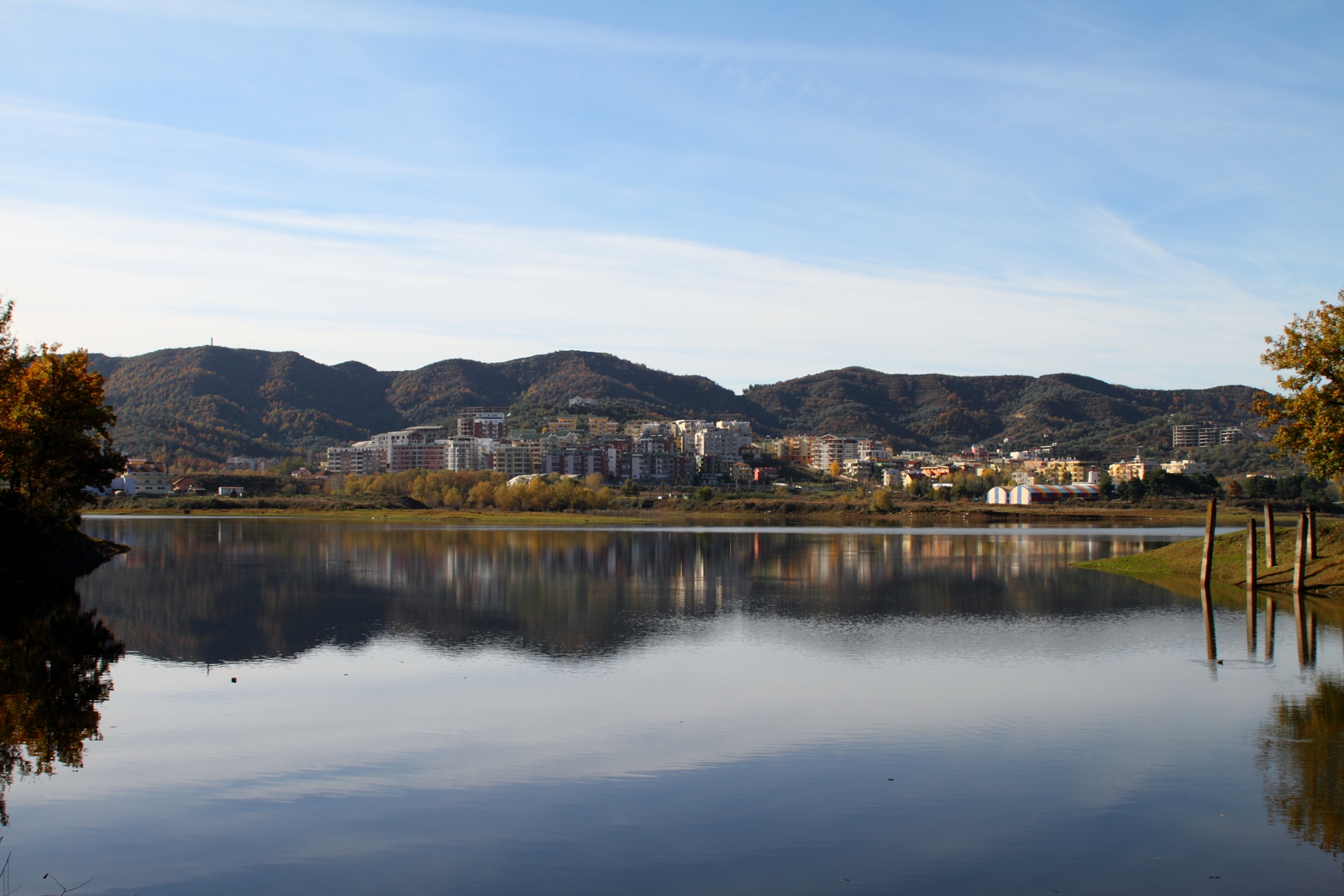
Большой парк

## Расписание
| Дата             | Время | Забег   |
| ---------------- | ----- | ------- |
| 11 сентября 2011 | 09:15 | Юниорки |
| 11 сентября 2011 | 10:00 | Юниоры  |
| 11 сентября 2011 | 11:00 | Женщины |
| 11 сентября 2011 | 12:00 | Мужчины |

Время местное (UTC+2:00)

## Призёры
Курсивом выделены участники, чей результат не пошёл в зачёт команды.

### Мужчины
| Дисциплина                                 | Золото | Золото   | Серебро                                                                                        | Серебро  | Бронза                                                                             | Бронза   |
| ------------------------------------------ | --- | -------- | ---------------------------------------------------------------------------------------------- | -------- | ---------------------------------------------------------------------------------- | -------- |
| 13,5 км перепад высот: +855 м −855 м       | Макс Кинг США | 52.06    | Ахмет Арслан Турция                                                                            | 52.41    | Мартин Дематтеис Италия                                                            | 52.57    |
| 13,5 км (команды)                          | Италия · Мартин Дематтеис · Бернард Дематтеис · Марко Де Гаспери · Габриэле Абате · Эмануэле Манци · Алекс Бальдаччини | 26 очков | Турция · Ахмет Арслан · Эрджан Муслу · Адем Караташ · Мехмет Аккоюн · Акиф Кытыр · Дениз Казан | 65 очков | Франция · Дидье Заго · Жюльен Ранкон · Гийом Фонтен · Рено Жайярдон · Саид Жандари | 77 очков |
| Юниоры 8,8 км перепад высот: +570 м −570 м | Адем Карагёз Турция | 37.01    | Сауль Антонио Падуа Колумбия                                                                   | 37.40    | Мурат Орак Турция                                                                  | 38.05    |
| Юниоры 8,8 км (команды)                    | Турция · Адем Карагёз · Мурат Орак · Сёнмез Даг · Себахаттин Йылдырымджы                                               | 12 очков | Польша · Бартломей Пшедвоевский · Томаш Грыцко · Рафал Матущак · Якуб Рыгель                   | 22 очка  | Италия · Чезаре Маэстри · Дилан Титон · Андреа Пелиссеро · Марко Барбушио          | 32 очка  |

### Женщины
| Дисциплина                                  | Золото                                                                             | Золото  | Серебро                                                             | Серебро  | Бронза                                                                     | Бронза   |
| ------------------------------------------- | ---------------------------------------------------------------------------------- | ------- | ------------------------------------------------------------------- | -------- | -------------------------------------------------------------------------- | -------- |
| 8,8 км перепад высот: +570 м −570 м         | Кейси Энман США                                                                    | 40.39   | Елена Рухляда Россия                                                | 41.47    | Мари-Лор Дюмергес Франция                                                  | 42.23    |
| 8,8 км (команды)                            | Италия · Орнелла Феррара · Антонелла Конфортолла · Аличе Гаджи · Валентина Белотти | 24 очка | Чехия · Павла Схорная-Матяшова · Ивана Секирова · Татьяна Метелкова | 30 очков | Великобритания · Лиззи Адамс · Эмма Клейтон · Мэри Уилкинсон · Кейт Гудхед | 31 очко  |
| Юниорки 4,5 км перепад высот: +285 м −285 м | Леа Эйнфальт Словения                                                              | 20.23   | Чешминаз Йылмаз Турция                                              | 20.36    | Дениса Драгомир Румыния                                                    | 20.44    |
| Юниорки 4,5 км (команды)                    | Турция · Чешминаз Йылмаз · Севилай Эйтемиш · Ясемин Джан                           | 6 очков | Румыния · Дениса Драгомир · Иоана Дан · Лаура Попеску               | 11 очков | Словения · Леа Эйнфальт · Ева Алянчич · Тина Козек                         | 14 очков |

## Медальный зачёт
Медали завоевали представители 11 стран-участниц.
 Принимающая страна
| Место | Страна         | Золото | Серебро | Бронза | Всего |
| ----- | -------------- | ------ | ------- | ------ | ----- |
| 1     | Турция         | 3      | 3       | 1      | 7     |
| 2     | Италия         | 2      | 0       | 2      | 4     |
| 3     | США            | 2      | 0       | 0      | 2     |
| 4     | Словения       | 1      | 0       | 1      | 2     |
| 5     | Румыния        | 0      | 1       | 1      | 2     |
| 6     | Колумбия       | 0      | 1       | 0      | 1     |
| 6     | Польша         | 0      | 1       | 0      | 1     |
| 6     | Россия         | 0      | 1       | 0      | 1     |
| 6     | Чехия          | 0      | 1       | 0      | 1     |
| 10    | Франция        | 0      | 0       | 2      | 2     |
| 11    | Великобритания | 0      | 0       | 1      | 1     |
| Всего | Всего          | 8      | 8       | 8      | 24    |